# Crisis in Six Scenes
Crisis in Six Scenes – amerykański serial telewizyjny (komedia) wyprodukowany przez Amazon Studios oraz Gravier Productions, którego twórcą jest Woody Allen. Wszystkie 6 odcinków pierwszej serii zostało udostępnionych 30 września 2016 roku na stronie internetowej platformy Amazon Studios.

## Fabuła
Akcja serialu dzieje się w latach 60. XX wieku w USA, gdzie może dojść do rewolucji. Niespodziewanie jedną z rodzin odwiedza tajemniczy gość, który zmienia ich życie bezpowrotnie.

## Obsada

### Główna
- Woody Allen jako Sidney Munsinger
- Miley Cyrus jako Lennie Dale[2]
- Elaine May jako Kay Munsinger[2]
- Rachel Brosnahan jako Ellie[3]
- John Magaro jako Alan Brockman[3]

### Gościnne występy
- Becky Ann Baker jako Lee[4]
- Joy Behar jako Ann[4]
- Lewis Black jako Al[4]
- Christine Ebersole jako Eve[4]
- Gad Elmaleh jako Moe
- David Harbour jako Vic[4]
- Margaret Ladd jako Gail[4]
- Michael Rapaport jako Trooper Mike[4]
- Rebecca Schull jako Rose[4]

## Odcinki
|  | 1 | 6 | 30 września 2016 | nieemitowany | nieemitowany |

### Sezon 1 (2016)
| # | Tytuł     | Reżyseria   | Scenariusz  | Premiera Amazon Studios | Premiera     |
| - | --------- | ----------- | ----------- | ----------------------- | ------------ |
| 1 | Episode 1 | Woody Allen | Woody Allen | 30 września 2016        | nieemitowany |
| 2 | Episode 2 | Woody Allen | Woody Allen | 30 września 2016        | nieemitowany |
| 3 | Episode 3 | Woody Allen | Woody Allen | 30 września 2016        | nieemitowany |
| 4 | Episode 4 | Woody Allen | Woody Allen | 30 września 2016        | nieemitowany |
| 5 | Episode 5 | Woody Allen | Woody Allen | 30 września 2016        | nieemitowany |
| 6 | Episode 6 | Woody Allen | Woody Allen | 30 września 2016        | nieemitowany |

## Produkcja
13 stycznia 2015 roku platforma Amazon zamówiła pierwszy sezon.
25 stycznia 2016 roku Miley Cyrus i Elaine May dołączyły do obsady "Crisis in Six Scenes".
W lutym 2016 roku ogłoszono, że kolejnymi aktorami, którzy dołączyli, są Rachel Brosnahan i John Magaro.